# الانتخابات العامة لإمارة شرق الأردن 1929
انتخابات إمارة شرق الأردن العامة عام 1929م
عقدت أول انتخابات عامة لإمارة شرق الأردن في الثامن من نيسان لعام 1929م.

## التحضيرات
بعد تحضير السلطات الأردنية لقوانين الانتخابات ودستور مبدئي في عام 1923، أعلنت الحكومة البريطانية عن نيتها بالاعتراف باستقلال الأردن وتحضيرها لاتفاقية بخصوصه. لكن الاتفاقية لم توقع حتى العشرين من شباط لعام 1928م.

## النظام الانتخابي
أخذ القانون الأساسي لسنة 1928 بنظام ( المجلس الواحد ) ويتألف من 16 نائبا منتخبا وفقاً لقانون الانتخاب، ومن رئيس الوزراء وأعضاء مجلس الوزراء، وعددهم (6)، وكان أعضاء مجلس الوزراء أعضاء لهم حق التصويت في المجلس التشريعي.

## النتائج
الستة عشر عضو المنتخبون هم:
- نجيب الشريدة.
- عبد الله الكليب.
- عقلة المحمد النصير.
- نجيب أبو الشعر.
- سعيد المفتي.
- علاء الدين طوقان.
- شمس الدين سامي.
- سعيد الصليبي.
- محمد الإنسي.
- بخيت الإبراهيم.
- عطا الله السحيمات.
- رفيفان المجالي.
- عودة القسوس.
- صالح العوران.
- حمد بن جازي.
- مثقال الفايز.

عين علاء الدين طوقان مديراً للآثار في17/10/1929، لكنه استقال  بعد فترة وانتخب بدلاً منه السيد نظمي عبد الهادي في 14/11/1929.

### نتائج أخرى
حافظ حسن خالد أبو الهدى على منصب رئيس الوزراء وانضم للمجلس برفقة الوزراء رضا توفيق وحسام الدين جار الله وعارف العارف وعبد الرحيم غريب  و أخيرًا ألن كركبرايد. شكل أبو الهدى حكومة جديدة في السابع عشر من تشرين الأول لعام 1929م تضمنت إبراهيم هاشم وتوفيق أبو الهجى وعلاء الدين طوقان وعودة القسوس وسعيد المفتي.
تم حل المجلس في التاسع من كانون الثاني لعام 1931م بعد رفضه مرفق الميزانية. الانتخابات المبكرة عقدت في العاشر من حزيران في نفس العام.